# 부곡 하와이 (영화)
"부곡 하와이"는 2015년에 개봉한 대한민국의 영화이다.

## 캐스팅
- 박명신 : 자영 역
- 류혜린 : 초희 역
- 오성태 : 현수 역
- 박상훈 : 창식 역
- 이영숙 : 진화 역
- 김병순 : 병원장 역
- 김세동 : 마 집사 역
- 선종남 : 남편 역
- 최성희 : 초희 모 역
- 윤미영 : 현주 역
- 김남진 : 순미 역